# Parc national de Virachey
Le parc national de Virachey (Khmer: ភាសាខ្មែរ) est un parc national situé au nord-est du Cambodge.
Le parc se trouve dans une des régions les plus isolées du pays et dans une jungle épaisse. Il est largement inexploré. C'est l'un des 2 parcs du Cambodge déclarés comme prioritaires par l'Association des nations de l'Asie du Sud-Est pour la sauvegarde de l'Asie du Sud-Est. 
En 1993, le parc national de Virachey a été fondé et il est administré par le ministère de l’Environnement du Cambodge. La superficie couvre 3 325 km2, ce qui fait de ce parc le plus grand du pays. Il se situe entre les provinces de Stung Trend et de Ratanakiri et le périmètre de celui-ci longe les frontières du Vietnam et du Laos. 

## Climat
En hiver, le climat y est sec et frais alors que durant l’été, le climat est la grande majorité du temps pluvieux et la température est très humide et élevée. Le meilleur temps de l’année pour visiter le parc est donc durant l’hiver.

## Biodiversité
Près de 110 000 hectares de forêt tropicale relativement  intacte (1100 km2) couvrent ce parc.
Virachey est un parc national qui accueille une biodiversité assez importante, avec plusieurs espèces en voie d’extinction. Parmi ceux-ci, on y retrouve le petit cerf aboyeur muntjac à grandes cornes, le singe douc à pattes rouges, le dhole (chien sauvage d'Asie), des chats sauvages, la panthère nébuleuse, l'ours malais, le pangolin de Sunda, etc. ; et, en 2025, on y a réintroduit 10 crocodiles du Siam,.
Depuis 2003, il est considéré comme un parc patrimoine de l’ASEAN, malgré tout, il se voit menacé par du braconnage ainsi que de l’exploitation forestière illégale. Le rapport du programme d’évaluation rapide de conservation internationale (Conservation International’s Rapid Assessment Program), faite en 2007, a fourni plusieurs recommandations pour le parc afin de le conserver. Tels qu’un maintien du niveau de sécurité élevé dans le parc ou encore l’installation de pièges photographiques.